# Shorty Rogers
Milton Michael Rajonsky, più noto come "Shorty" Rogers (Great Barrington, 14 aprile 1924 – Van Nuys, 7 novembre 1994), è stato un trombettista statunitense di musica jazz, tra i creatori e principali esponenti del West Coast Jazz. Suonava sia la tromba che il flicorno soprano ed era molto ricercato per la sua abilità come arrangiatore.

## Biografia
Completati gli studi musicali dedicati all'apprendimento della tromba, della composizione e dell'orchestrazione, viene scritturato per il suo primo ingaggio professionale nel 1942 (anche se per poche settimane) in seno all'orchestra di Will Bradley; in seguito suona nella band di Red Norvo (1943), nell'orchestra di Woody Herman (primo gregge), con Charlie Barnet (1947), nuovamente con Herman nel secondo gregge (Herd)  (1947-1949) e con Stan Kenton (1950-1951). Il trasferimento sulla costa ovest degli Stati Uniti lo porta a collaborare con i maggiori esponenti dello stile West Coast  come Howard Rumsey, Jimmy Giuffre, Shelly Manne con cui fonda la formazione denominata The Giants. Rogers ricopre contemporaneamente incarichi presso alcune case discografiche sia come direttore musicale (alla Atlantic Records) che come produttore (RCA Victor) ed è  richiestissimo anche come compositore di colonne sonore di film, come L'uomo dal braccio d'oro e di telefilm come Starsky & Hutch). All'inizio degli anni ottanta ritorna a suonare e nel 1989 riforma con Bud Shank i Lighthouse All Stars. Muore a Van Nuys, California, il 7 novembre 1994.

## Discografia

### Come leader/co-leader
- 1952 – Modern Sounds (Capitol Records, H 294)
- 1953 – Shorty Rogers and His Giants (RCA Victor Records, LPM 3137)
- 1953 – Cool and Crazy (RCA Victor Records, LPM 3138) a nome "Shorty Rogers and His Orchestra Featuring The Giants"
- 1954 – Shorty Rogers Courts the Count (RCA Victor Records, LJM-1004)
- 1955 – Collaboration (RCA Victor Records, LJM 1018) a nome "Shorty Rogers/André Previn"
- 1955 – The Swinging Mr. Rogers (Atlantic Records, LP 1212)
- 1955 – Bud Shank/Shorty Rogers/Bill Perkins (Pacific Jazz Records, PJ 1205)
- 1956 – Martians Come Back! (Atlantic Records, LP 1232) a nome "Shorty Rogers and His Giants"
- 1957 – Wherever the Five Winds Blow (RCA Victor Records, LPM-1326) a nome "Shorty Rogers Quintet"
- 1957 – The Big Shorty Rogers Express (RCA Victor Records, LPM 1350) riedizione di "Cool and Crazy"
- 1957 – Shorty Rogers Plays Richard Rodgers (RCA Victor Records, LPM-1428) a nome "Shorty Rogers and His Giants"
- 1957 – Way Up There (Atlantic Records, 1270) a nome "Shorty Rogers and His Giants"
- 1958 – Portrait of Shorty (RCA Victor Records, LPM-1561) a nome "Shorty Rogers and His Giants"
- 1958 – St. Louis Blues (RCA Victor, LPM-1661) a nome "Eartha Kitt with Shorty Rogers and His Giants"
- 1958 – Gigi in Jazz (RCA Victor Records, LPM-1696)
- 1958 – Afro-Cuban Influence (RCA Victor Records, LPM-1763)
- 1959 – Chances Are It Swings (RCA Victor Records, LPM-1975)
- 1959 – The Wizard of Oz and Other Harold Arlen Songs (RCA Victor Records, LPM-1997)
- 1960 – Shorty Rogers Meets Tarzan (MGM Records, E/SE-3798)
- 1960 – The Swingin' Nutcracker (RCA Victor Records, LPM-2110)
- 1962 – The Fourth Dimension in Sound (Warner Bros. Records, B-1443)
- 1962 – Bossa Nova (Reprise Records, R 6050) a nome "Shorty Rogers and His Giants"
- 1963 – Jazz Waltz (Reprise Records, R 6060) a nome "Shorty Rogers and His Giants"
- 1963 – Mavis Meets Shorty (Reprise Records, R 6074) a nome "Mavis Rivers and Shorty Rogers"
- 1963 – Gospel Mission (Capitol Records, T/ST-1960)
- 1978 – Clickin' with Clax (Atlantic Records, K 50481) a nome "Shorty Rogers and His Giants"
- 1980 – Martians Stay Home (Atlantic Records, K 50714) a nome "Shorty Rogers and His Giants"
- 1981 – Popo (Xanadu Records, Xanadu 148) a nome "Shorty Rogers & Art Pepper"
- 1983 – Re-Entry (Atlas Records, LA27-1024) a nome "Shorty Rogers & His Giants"
- 1983 – Yesterday, Today and Forever (Concord Jazz Records, CJ-223) a nome "Shorty Rogers/Bud Shank"
- 1984 – Back Again (Choice Records, CRS 6829) a nome "Shorty Rogers, Bud Shank with Vic Lewis and His Big Band, Bud Shank Quintet"
- 1985 – California Concert (Contemporary Records, C-14012) a nome "Bud Shank/Shorty Rogers"
- 1990 – The Shorty Rogers Quintet (Studio West Records, #101CD) a nome " The Shorty Rogers Quintet with Guest Vocalist Jeri Southern"
- 1991 – America the Beautiful (Candid Records, CCD 79510) a nome "Shorty Rogers, Bud Shank & The Lighthouse All Stars"
- 1992 – Eight Brothers (Candid Records, CCD 79521)
- 1997 – The Music from An Invisible Orchard (RCA Victor Records, 74321495602)

partecipazioni-----
Shorty Rogers and His Giants appaiono in alcune tracks della colonna sonora 
1956 --The Man With The Golden Arm"" (Film di Otto Preminger)(Decca DL 8257)